# Celama minuta
Celama minuta är en fjärilsart som beskrevs av George Francis Hampson 1891. Celama minuta ingår i släktet Celama och familjen trågspinnare. Inga underarter finns listade i Catalogue of Life.